# استانداردهای ماکیان استرالیا

جلد ویرایش نخست در ۱۹۹۸

استانداردهای ماکیان استرالیا (انگلیسی: Australian Poultry Standards) یک استاندارد نژاد برای ماکیان زینتی در استرالیا است. این استاندارد، بیانگر ویژگی‌های تمامی ماکیان استرالیا می‌باشد که در نمایش‌های ماکیان در معرض نمایش قرار می‌گیرند. این استاندارد توسط انجمن پرورش دهندگان ماکلیان ویکتوریا منتشر شده است.